# سانتو ستفانو دی کاماسترا
سانتو ستفانو دی کاماسترا (به ایتالیایی: Santo Stefano di Camastra) یک کومونه در ایتالیا است که در استان مسینا واقع شده‌است. سانتو ستفانو دی کاماسترا ۲۱٫۹ کیلومتر مربع مساحت و ۵٬۱۶۲ نفر جمعیت دارد.